# 奧克伍德 (密蘇里州)
奧克伍德（英語：Oakwood）是位於美國密蘇里州克萊縣的村。

## 人口
根據2020年美國人口普查的數據，奧克伍德的面積為0.51平方千米，皆為陸地。當地共有人口198人，而人口密度為每平方千米388人。